# Marta Solčanská
Marta Solčanská (* 22. ledna 1943) byla slovenská a československá politička a bezpartijní poslankyně Sněmovny lidu Federálního shromáždění za normalizace.

## Biografie
K roku 1976 se profesně uvádí jako jeřábnice. Šlo o dělnici z podniku Pozemní stavby, závod Prefa Čab. Ve volbách roku 1976 zasedla do Sněmovny lidu (volební obvod č. 151 - Zbehy, Západoslovenský kraj). Ve Federálním shromáždění setrvala do konce funkčního období, tedy do voleb roku 1981.
K roku 2011 se mezi obyvateli obce Čab uvádí jistá Marta Solčanská coby předsedkyně místní pobočky Jednoty dôchodcov Slovenska.